# Rede de Corrupção
Exit Wounds (br/pt: Rede de Corrupção) é um filme americano de 2001, dirigido por Andrzej Bartkowiak.

## Sinopse
Orin Boyd (Steven Seagal) é um detective que, ao executar o seu trabalho do dia-a-dia, ultrapassou os limites da lei para servir a população da forma como ele achava mais correcta.
Sendo transferido mais tarde para o pior distrito policial do centro da cidade, ele de imediato envolve-se involuntáriamente na luta contra o tráfico de drogas local que toda a gente vê mas ninguém quer falar, com a ajuda de Latrell Walker (DMX), um dos chefes da rede criminosa local que igualmente quer acabar com a quadrilha dos traficantes.

## Elenco
- Steven Seagal (Orin Boyd)
- Shane Daly (Fitz)
- DMX (Latrell Walker)
- Tom Arnold (Henry Wayne)
- Isaiah Washington (George Clark)
- Anthony Anderson (T.K. Johnson)
- Michael Jai White (Sargento Lewis Strutt)
- Bill Duke (Chefe Hinges)
- Jill Hennessy (Comandante Annette Mulcahy)
- Bruce McGill (Frank Daniels)
- Eva Mendes (Trish)
- David Vadim (Matt Montini)
- Drag-On - (Shaun Rollins)